# Wenzendorf
Wenzendorf è un comune di 1.345 abitanti della Bassa Sassonia, in Germania.
Appartiene al circondario (Landkreis) di Harburg (targa WL) ed è parte della comunità amministrativa (Samtgemeinde) di Hollenstedt.